# Хинрихс, Карл
Карл Хи́нрихс (нем. Carl Hinrichs; 30 апреля 1900, Эмден — 6 марта 1962, Берлин) — немецкий архивариус и историк.

## Биография
Карл Хинрихс родился в семье торговца Карла Хинрихса и Алиды Таммины де Йонге. В 1919—1926 годах учился в Гейдельбергском, Марбургском и Боннском университетах, где изучал германистику, историю, искусствоведение, теологию и философию. В 1925 году защитил докторскую диссертацию у Георга Менца. В 1927—193 годах являлся сотрудником архива Acta Borussica Прусской академии наук. С 1933 года работал в Тайном государственном архиве в Берлине. В том же году вступил в НСДАП, получил звание блок-ляйтера. Хинрихс также являлся членом Национал-социалистического союза немецких доцентов, организации «Национал-социалистическая народная благотворительность» и Имперского союза противовоздушной обороны.
В 1937 году получил право профессуры, в 1938 году направлен на работу в Прусский государственный архив в Кёнигсберге, где в 1942 году получил степень доцента. В 1943—1944 годах замещал на кафедре Теодора Шидера. С 1944 года являлся экстраординарным профессором истории Средних веков и Нового времени в Галле. В 1946 году вступил в ХДС. В 1951 году перешёл на работу ординарным профессором истории Нового времени в Свободный университет Берлина, где также заведовал Институтом имени Фридриха Мейнекке. Специализировался на истории Нового времени и истории религии, а также на истории конституционного права и экономики. В 1960 году получил звание почётного доктора факультета лютеранской теологии Майнцского университета имени Иоганна Гутенберга.
В 1928 году Карл Хинрихс женился на Эльфриде Клаттенхофф (1903—1981). После его смерти вдова издала его труд «Пруссачество и пиетизм».

## Сочинения
- Die Wollindustrie in Preußen unter Friedrich Wilhelm I. (= Acta Borussica, Abt. 2.E: Die einzelnen Gebiete der Verwaltung), Parey, Berlin 1933, Nachdruck von Lorenz Keip, Berlin 1987, Einleitung von Stefi Jersch-Wenzel.
- Der Kronprinzenprozeß: Friedrich und Katte, Hanseatische Verlagsanstalt, Hamburg 1936.
- (Hrsg.): Friedrich der Große und Maria Theresia. Diplomatische Berichte von Graf Otto Christoph von Podewils, deutsch v. Gertrud Gräfin v. Podewils-Dürniz, R. v. Decker Verlag, G. Schenck, Berlin 1937.
- (Hrsg.): Der allgegenwärtige König. Friedrich der Große im Kabinett und auf Inspektionsreisen. Nach teils unveröffentlichten Quellen, R. v. Decker Verlag, G. Schenk, Berlin 1940.
- Friedrich Wilhelm I., König in Preußen. Eine Biografie. Jugend und Aufstieg, Hanseatische Verlagsanstalt, Hamburg 1941.
- Thomas Müntzer — Politische Schriften, hrsg. und kommentiert (= Hallische Monographien, Nr. 17), Halle (Saale) 1950.
- Luther und Müntzer. Ihre Auseinandersetzung über Obrigkeit und Widerstandsrecht (= Arbeiten zur Kirchengeschichte, Bd. 29), Walter de Gruyter & Co., Berlin 1952.
- Ranke und die Geschichtstheologie der Goethezeit (= Göttinger Bausteine zur Geschichtswissenschaft, Bd. 19), Musterschmidt, Göttingen 1954.
- Preussen als historisches Problem. Gesammelte Abhandlungen, hrsg. von Gerhard Oestreich (= Veröffentlichungen der Historischen Kommission zu Berlin beim Friedrich-Meinecke-Institut der Freien Universität Berlin, Bd. 10), Walter de Gruyter, Berlin 1964.
- Preußentum und Pietismus. Der Pietismus in Brandenburg-Preußen als religiös-soziale Reformbewegung, Vandenhoeck und Ruprecht, Göttingen 1971.